# Storm Peak
Storm Peak är en bergstopp i Antarktis. Den ligger i Östantarktis. Nya Zeeland gör anspråk på området. Toppen på Storm Peak är 3 300 meter över havet, eller 779 meter över den omgivande terrängen. Bredden vid basen är 3,6 km.
Terrängen runt Storm Peak är varierad. Trakten är obefolkad. Det finns inga samhällen i närheten. 